# Mannur, Haveri
Mannur là một làng thuộc tehsil Haveri, huyện Haveri, bang Karnataka, Ấn Độ.